# Jesion w Motarzynie
Jesion w Motarzynie – drzewo, które było najstarszym i najgrubszym jesionem wyniosłym w Polsce, miało status pomnika przyrody. Rosło we wsi Motarzyno w gminie Dębnica Kaszubska, w otoczeniu innych starych drzew w parku podworskim, tuż przy pałacu. W 2000 roku zostało powalone przez wiatr. Liczyło wówczas około 415 lat. Miało 715 cm obwodu (na wysokości 130 cm). Średnica pierśnicy drzewa wynosiła 227,5 cm, a wysokość 28 m.